# PGC 5101
LEDA/PGC 5101 ist eine Spiralgalaxie vom Hubble-Typ Sm im Sternbild Fische auf der Ekliptik. Sie ist schätzungsweise 108 Millionen Lichtjahre von der Milchstraße entfernt und gilt als Mitglied der NGC 488-Gruppe oder LGG 21. 

Im selben Himmelsareal befinden sich u. a. die Galaxien NGC 485 und NGC 490.